# Zehn kleine Jägermeister
«Zehn kleine Jägermeister» (рус. «Десять маленьких охотников») — четвёртый сингл немецкой панк-рок группы Die Toten Hosen с девятого студийного альбома группы, «Opium fürs Volk». Вышел в сентябре 1996 года и стал самой успешной песней группы, заняв первые места в хит-парадах Германии, Австрии и Швейцарии.

## Песня
«Zehn kleine Jägermeister» — философски-пародийное переосмысление известной по одноимённому роману Агаты Кристи детской считалки о десяти негритятах. При этом текст песни — в отличие от считалки — закольцован: последний куплет, за исключением одной строчки, в точности повторяет первый.
Музыкально песня делится на 2 различных по стилю фрагмента: запев выдержан в стиле рэгги, а припев — аранжированная в стиле «панк» застольная песня.

## Видео
Клип, снятый на песню режиссёром Ральфом Шмербергом — выдержанное в стилистике мультфильмов для взрослых анимационное видео (художник-аниматор — Андреас Хикаде), буквально иллюстрирующее текст, при этом роли персонажей песни исполняют нарисованные олени; в припеве в качестве анимационных персонажей появляются и сами музыканты группы.

## Список композиций
- «Zehn kleine Jägermeister» (Роде/Мюллер, Фреге)
- «We Love You» (Джаггер/Ричардс) (кавер «Rolling Stones»)
- «Der König aus dem Märchenland» (Брайткопф/Фреге)

## Чарты
| Чарт (1996)                     | Позиция |
| ------------------------------- | ------- |
| Австрия (Ö3 Austria Top 40)     | 1       |
| Германия (GfK)                  | 1       |
| Швейцария (Schweizer Hitparade) | 1       |

## Интересные факты
Русскоязычный кавер песни, «Десять дохлых енотов», прозвучал в одноимённой серии анимационного веб-сериала «Масяня».